# Kurt Lange (Widerstandskämpfer)

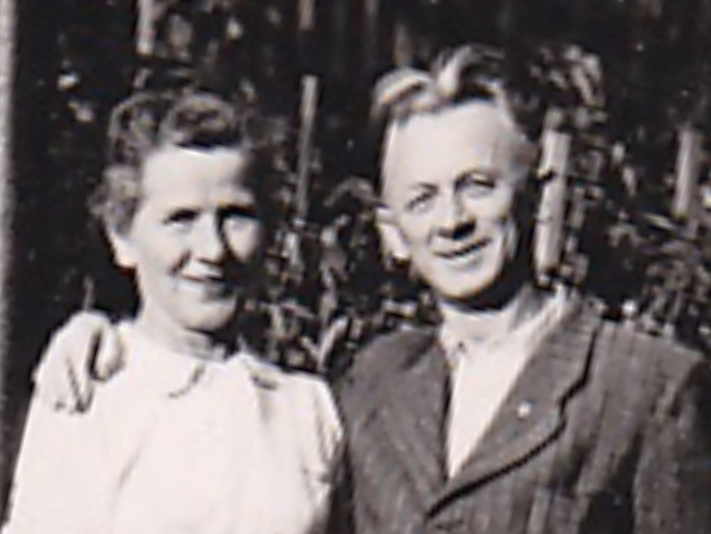
Helene und Kurt Lange

Kurt Lange (* 18. Januar 1899 in Eisenach; † 6. Februar 1964 in Weimar) war ein deutscher Kommunist, Parteifunktionär und Widerstandskämpfer gegen den Nationalsozialismus.

## Leben
Kurt Lange wurde am 18. Januar 1899 als Sohn der ledigen Margarete Lange in Eisenach geboren. Er besuchte hier die Volksschule und absolvierte eine Lehre im Friseurhandwerk. Von 1919 bis 1921 fuhr er bei der Handelsmarine zur See. Anschließend zeitweise erwerbslos oder mit Notstandsarbeiten im Straßenbau betraut, arbeitete Lange von 1922 bis 1928 in verschiedenen Städten in seinem Beruf. Anschließend ließ er sich als selbstständiger Friseurmeister in Eisenach nieder und betrieb einen Salon zunächst im Jakobsplan 24, später an der Adresse Paulinenstraße 1.
Lange engagierte sich sowohl auf der kommunalpolitischen Ebene als auch im Widerstand gegen den Nationalsozialismus. Er verbüßte eine mehrjährige Haftstrafe und war zweimal in Konzentrationslagern inhaftiert.
Von 1945 bis 1947 arbeitete Lange bei der Stadtverwaltung Eisenach, danach bis 1949 als Genossenschaftssekretär der Eisenacher Konsumgenossenschaft. Ab 1950 war er in verschiedenen Funktionen bei der Landesbehörde, später Bezirksdirektion Erfurt, der Deutschen Volkspolizei, tätig.
Kurt Lange starb am 6. Februar 1964 wenige Wochen nach Vollendung seines 65. Lebensjahres in Weimar.

## Politisches Engagement
Im Januar 1919 gehörte Lange in Eisenach zu den Mitbegründern der Freien sozialistischen Jugend. Bei deren Spaltung 1920 in die USPD-nahe Sozialistische Proletarierjugend und den KPD-nahen Kommunistischen Jugendverband Deutschlands (KJVD) votierte er für den KJVD. Aus der USPD, der er 1917 beigetreten war, trat er im März 1919 aus, um der KPD beizutreten. Ab 1929 war er Mitglied der KPD-Unterbezirksleitung Eisenach, deren Führung er im Oktober 1932 übernahm. Von der Kommunalwahl am 4. Dezember 1932 an bis zur Kassation der KPD-Stimmen durch die Nationalsozialisten im März 1933 war Lange Mitglied der Eisenacher Stadtverordnetenversammlung.
Nach dem Verbot der KPD traf sich deren Leitung zeitweise illegal in einem Waldstück auf der Eisenacher Karlskuppe. Im Oktober 1933 wurde Lange verhaftet und in einem Prozess vor dem Jenaer Oberlandesgericht am 18. Mai 1934 zu einer Haftstrafe verurteilt, die er im Zuchthaus Untermaßfeld verbüßte. Aus dem KZ Bad Sulza, wo er nach Verbüßung seiner Haft interniert worden war, wurde er im Juli 1937 entlassen. Er arbeitete anschließend im Eisenacher Metallwerk Alfred Schwarz, wo er sich am illegalen Widerstandskampf beteiligte. Im Zuge der Massenverhaftungen der Aktion Gitter wurde er erneut verhaftet und war vom 22. August bis zum 14. September 1944 im KZ Buchenwald interniert.
Nach dem Ende des Zweiten Weltkriegs beteiligte sich Lange am Wiederaufbau der Stadt und der örtlichen Parteistrukturen der KPD und später der SED. Er wirkte von 1946 bis 1949 im Stadt- und Kreisvorstand Eisenach der SED mit, dessen Kadersekretär er von April bis Oktober 1949 war. Der Historiker und Eisenacher Stadtarchivar Reinhold Brunner bezeichnet ihn in einem Fachbeitrag als „alteingesessenen Führungskader der KPD“.

## Familie
Kurt Lange war ab 1921 mit der Fabrikarbeiterin Helene Hedwig, geb. Dittmar, aus Ruhla verheiratet. 1922 wurde eine Tochter namens Erna geboren. Sein Sohn Erwin (* 15. März 1926) berichtet in dem Manuskript Zur Arbeiterbewegung in Eisenach 1899 bis 1964, dargestellt am Leben seines Vaters Kurt Lange sowie dessen Genossen und Freunde über das Leben seines Vaters.

## Ehrungen

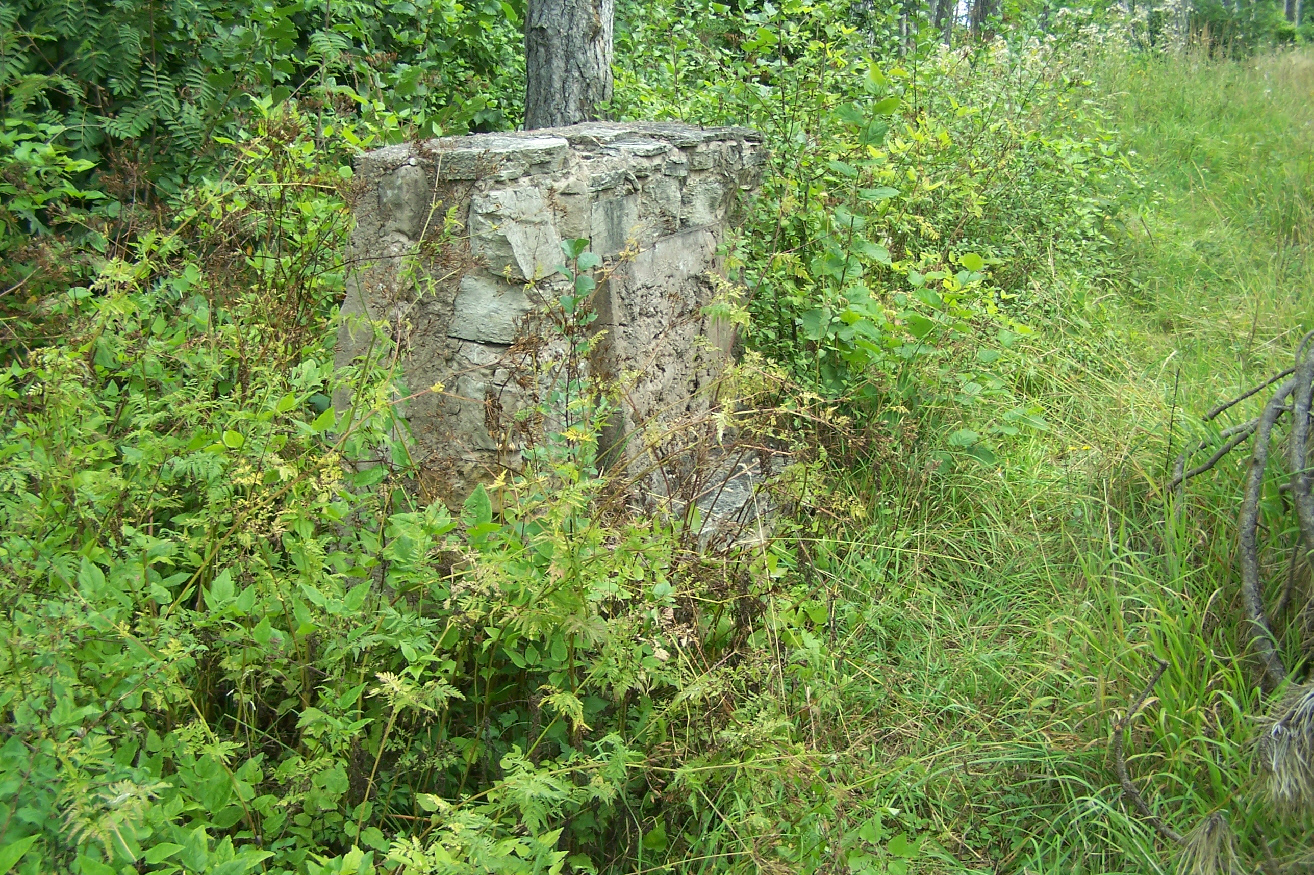
Reste des Denkmals für Kurt Lange aus dem Jahr 1975 auf der Eisenacher Karlskuppe

- Am 5. Oktober 1975 wurde an einem Wanderweg von der Karlskuppe nach Stedtfeld ein Denkmal für Kurt Lange eingeweiht. Eine ursprünglich am Sockel befestigte Gedenktafel wurde nach 1989 von Unbekannten entfernt.
- Mit Beschluss 0077/80 des Rates der Stadt Eisenach vom 17. September 1980 wurde eine Straße im neuen Wohngebiet Eisenach-Nord nach Lange benannt.[5] Die Kurt-Lange-Straße bestand unter diesem Namen bis 1990 und wurde dann in Mosewaldstraße umbenannt.
- Die am 4. September 1979 eingeweihte 13. Polytechnische Oberschule in Eisenach erhielt einer Meldung der Tageszeitung Das Volk vom 15. Mai 1981 zufolge an diesem Tag den Ehrennamen Kurt Lange. Nach 1990 wurde der Name nicht mehr für die dortige Schule verwendet.